# Africa/Brass
| Recensione                          | Giudizio   |
| ----------------------------------- | ---------- |
| AllMusic                            | [ 1 ]      |
| Down Beat (LP originale)            | [ 2 ]      |
| Jazz Shelf                          | favorevole |
| The Rolling Stone Jazz Record Guide | [ 4 ]      |

Africa/Brass è il nono album di John Coltrane pubblicato dall'etichetta Impulse! Records nel 1961. Si tratta del primo disco di Coltrane uscito sotto l'etichetta Impulse!, e vede l'impiego del quartetto di Coltrane accompagnato da diversi altri strumentisti che portano a 21 il numero dei musicisti partecipanti all'album. Il suono da big band, con l'inusuale (per Coltrane) implementazione di corni francesi ed euphonium, rende l'album molto differente da quanto prodotto in precedenza da Coltrane.

## Descrizione

### Origine e storia
Nel 1961, Coltrane era ormai una delle maggiori forze creative all'interno del mondo del jazz; la sua statura artistica e le sue capacità si erano evolute enormemente grazie agli anni di apprendistato trascorsi con Thelonious Monk, Miles Davis, e con i gruppi di cui era lui stesso leader, con i quali aveva prodotto album importanti come Giant Steps e My Favorite Things.
Il dirigente della Impulse! Records Creed Taylor rilevò il contratto di Coltrane dalla Atlantic Records, facendo del sassofonista il primo artista a firmare per la nuova casa discografica. Si trattava del miglior contratto mai stipulato ad un musicista jazz dai tempi di quello che Miles Davis era riuscito a strappare alla Columbia. Coltrane sarebbe rimasto con la Impulse! per il resto della sua vita, diventando l'artista simbolo della compagnia.
Coltrane non era più stato in uno studio di registrazione come leader sin dalle sessioni dell'ottobre 1960 per My Favorite Things, il 20 e 21 marzo 1961, aveva fatto un'ultima incisione in studio partecipando alla registrazione di due tracce dell'LP Someday My Prince Will Come di Miles Davis. All'inizio del 1961, Coltrane aveva invitato il polistrumentista Eric Dolphy ad unirsi alla sua band, rendendola un quintetto. Circa nello stesso periodo, il contrabbassista Steve Davis se ne andò, venendo rimpiazzato da Reggie Workman, a volte impiegato da Coltrane insieme a Art Davis. Con questa formazione, il 23 maggio Coltrane entrò nel Van Gelder Studio a Hackensack, New Jersey per la prima volta, anche se il tecnico del suono Rudy Van Gelder aveva già lavorato con lui in molte delle sue precedenti incisioni per la Prestige Records. Coltrane avrebbe utilizzato lo studio di Van Gelder per la maggior parte del materiale inciso nella sua restante parte di carriera.

### Musica
Apparentemente, Coltrane aveva inizialmente contattato Gil Evans per assisterlo negli arrangiamenti dei brani; ma non se ne fece niente, e Coltrane si rivolse a Dolphy e Tyner. I vari arrangiamenti furono accreditati al solo Dolphy nella prima stampa originale del disco, attribuzione che poi venne corretta nella ristampa del 1995. Coltrane scelse l'antica ballata folk inglese Greensleeves della quale diede una versione modale alla maniera di quanto fatto con My Favorite Things. Per i due brani originali dell'album, Africa e Blues Minor, Dolphy e Coltrane adattarono il suono del piano di Tyner per l'orchestra. Una seconda seduta di registrazione per l'album ebbe luogo il 4 giugno.
Nel 1974, la Impulse! pubblicò un secondo album ricavato dalle stesse sessioni, Africa Brass Sessions, Vol. 2. Vi apparvero due outtakes aggiuntive già apparse nella compilation postuma di Coltrane, The Mastery of John Coltrane Vol. IV: Trane's Modes. Il 10 ottobre 1995, la Impulse! pubblicò le sessioni complete su due compact disc con il titolo The Complete Africa/Brass Sessions. Invece di posizionare l'album originale su un CD e le varie outtakes sull'altro, il materiale venne riorganizzato per sedute di incisione, posizionando tutte le tracce registrate il 23 maggio sul primo disco, e quelle del 4 giugno sul secondo CD.

## Tracce

### Africa/Brass(Impulse! A(S)-6, 1961)
Lato 1
1. Africa – 16:29 (John Coltrane)

Lato 2
1. Greensleeves – 9:57 (traditional)
2. Blues Minor – 7:20 (John Coltrane)

### The Complete Africa/Brass Sessions(Impulse! 1995)
Disco 1
- Tutte le tracce registrate il 23 maggio 1961.

1. Greensleeves – 9:57 (traditional)
2. Song of the Underground Railroad (pubblicata in Africa/Brass Sessions Vol. 2) – 6:44 (traditional)
3. Greensleeves (versione alternativa pubblicata in Africa/Brass Sessions Vol. 2) – 10:53 (traditional)
4. The Damned Don't Cry (pubblicata in Trane's Modes) – 7:34 (Calvin Massey)
5. Africa (prima versione pubblicata in Trane's Modes) – 14:08 (John Coltrane)

Disco 2
- Tutte le tracce registrate il 4 giugno 1961.

1. Blues Minor – 7:20 (John Coltrane)
2. Africa (versione alternativa pubblicata in Africa/Brass Sessions Vol. 2) – 16:08 (John Coltrane)
3. Africa – 16:29 (John Coltrane)

## Formazione

### Musicisti
- John Coltrane — sassofono soprano e sassofono tenore
- Booker Little — tromba
- Freddie Hubbard — tromba solo nella sessione del 23 maggio
- Britt Woodman — trombone solo nella sessione del 4 giugno
- Charles Greenlee — euphonium solo nella sessione del 23 maggio
- Julian Priester — euphonium solo nella sessione del 23 maggio
- Carl Bowman — euphonium solo nella sessione del 4 giugno
- Bill Barber — tuba
- Garvin Bushell — ottavino, legni solo nella sessione del 23 maggio
- Donald Corrado — corno francese
- Bob Northern — corno francese
- Robert Swisshelm — corno francese
- Julius Watkins — corno francese
- Jim Buffington — corno francese solo nella sessione del 23 maggio
- Eric Dolphy — sassofono alto, clarinetto basso, flauto
- Pat Patrick — sassofono baritono
- McCoy Tyner — pianoforte
- Reggie Workman — contrabbasso
- Paul Chambers — contrabbasso in Africa solo nella sessione del 23 maggio
- Art Davis — contrabbasso in Africa solo nella sessione del 4 giugno
- Elvin Jones — batteria

### Crediti
- Creed Taylor — produzione
- Rudy Van Gelder — ingegnere del suono
- Eric Dolphy, McCoy Tyner — arrangiamenti
- Romulus Franceschini — arrangiamento in The Damned Don't Cry
- Dom Cerulli — note interne
- Michael Cuscuna — produzione ristampa
- David A. Wild — note interne ristampa
- Hollis King — direzione artistica ristampa
- Jackie Thaw — graphic design ristampa